# 吉布提航空
吉布提航空是一間吉布提的國家航空公司。服務由吉布提至非洲和中東，大部分飛機是濕租来的。航空公司基地位於吉布提國際機場。

## 歷史
航空公司成立於1996年2月1日並於2月5日開始服務，由從前Puntavia主任穆薩里亞勒成立。成立初期以低票價服務使用Let L-410去航行德雷達瓦和哈爾格薩。現時的主席是Capt Moussa Waberi（97.3%）與其他投資者（2.7%），航空公司有46名員工（於2007年3月）。
該航空公司所持有的《商業運輸許可證》（AOC）於2009年7月30日被撤銷，正式結業。

## 航線
以下是吉布提航空的航線（2006年12月）：
- 吉布提
  - 吉布提城（吉布提國際機場）
- 埃塞俄比亞
  - 亞的斯亞貝巴（亞的斯亞貝巴博萊國際機場）
  - 德雷達瓦（Aba Tenna Dejazmach Yilma International Airport）
- 索馬里
  - 博薩索（本德爾卡西姆國際機場）
  - 哈爾格薩（哈爾格薩國際機場）
- 阿拉伯聯合酋長國
  - 迪拜（迪拜國際機場）
  - 沙迦（沙迦國際機場）
- 也門
  - 亞丁（亞丁國際機場）

## 機隊
吉布提航空有以下機隊（2008年6月）：
- 安托諾夫An-12
- 安托諾夫An-24RV
- 波音737
- 伊留申-18
- 伊留申-76